# Byte
En byte er den lagerenhed i en computer, som bruges til at rumme information svarende til ét tegn.
I byte-adresserbare computere er en byte tillige den mindste adresserbare enhed. Næsten alle computere er i dag byte-adresserbare.
Byte er en omskrivning af bite (engelsk for bid). Omskrivningen er foretaget for at undgå forveksling med bit.
Oprindelig bestod en byte af op til 6 bits, men i dag består den næsten altid af 8 bits. Andre størrelser som 9 og 12 bits har også været brugt.
For at undgå tvetydigheder bruger man i nogle sammenhænge betegnelsen oktet som en dataenhed som per definition er på netop 8 bit. Det gælder f.eks. i mange standarder inden for data- og telekommunikation.
En byte på 8 bits kan angive en af {\displaystyle 2^{8}=256} tilstande, hvor tilstandene ofte enten er et heltal i intervallet 0 til 255, et heltal i intervallet -128 til 127 eller et tegn (angivet med ASCII-kode eller lignende).
Når en bytes værdi skal angives, sker det oftest ved at nævne værdien opdelt i 2 hexadecimale cifre, da de 8 bit i byten kan opdeles i 2×4 bit (4 bit = 1 nibble), der hver især kan antage værdien 0-15 (hexadecimalt 016 – F16), således at en byte har værdien 0016 – FF16 (₁₆ indikerer det er hex-tal).
Byte forkortes ofte til et stort B (i modsætning lille b, der betyder bit). Lagerkapacitet benytter ofte byte som grundenhed, for eksempel kilobyte, (kB), megabyte (MB) og gigabyte (GB).
- 1 kilobyte [kB] = 1000 (103) byte
- 1 megabyte [MB] = 1 000 000 (106) byte
- 1 gigabyte [GB] = 1 000 000 000 (109) byte
- 1 terabyte [TB] = 1 000 000 000 000 (1012) byte
- 1 petabyte [PB] = 1 000 000 000 000 000 (1015) byte
- 1 exabyte [EB] = 1 000 000 000 000 000 000 (1018) byte
- 1 zettabyte [ZB] = 1 000 000 000 000 000 000 000 (1021) byte
- 1 yottabyte [YB] = 1 000 000 000 000 000 000 000 000 (1024) byte

- 1 kibibyte [KiB] = 1024 (210) byte
- 1 mebibyte [MiB] = 1 048 576 (220) byte
- 1 gibibyte [GiB] = 1 073 741 824 (230) byte
- 1 tebibyte [TiB] = 1 099 511 627 776 (240) byte
- 1 pebibyte [PiB] = 1 125 899 906 842 624 (250) byte
- 1 exbibyte [EiB] = 1 152 921 504 606 846 976 (260) byte
- 1 zebibyte [ZiB] = 1 180 591 620 717 411 303 424 (270) byte
- 1 yobibyte [YiB] = 1 208 925 819 614 629 174 706 176 (280) byte